# Poecilosomella conspicua
Poecilosomella conspicua är en tvåvingeart som beskrevs av Papp 2002. Poecilosomella conspicua ingår i släktet Poecilosomella och familjen hoppflugor. Inga underarter finns listade i Catalogue of Life.